# Gorgonia palma
Gorgonia palma is een zachte koraalsoort uit de familie Gorgoniidae. De koraalsoort komt uit het geslacht Gorgonia. Gorgonia palma werd in 1766 voor het eerst wetenschappelijk beschreven door Pallas. 